# Saudade fez morada aqui dentro
Saudade fez morada aqui dentro es una película de dramática brasileña dirigida por Haroldo Borges.
La película tuvo su estreno mundial en la sección oficial (competencia internacional) de la 37.ª edición del Festival Internacional de Cine de Mar del Plata.

## Sinopsis
Una novedad impacta en la vida de Bruno, un adolescente de 15 años que vive junto a su madre y su hermano en un pueblo pequeño de Brasil: los médicos le informan que está perdiendo la vista de manera irreversible. No se sabe en qué momento exacto llegará la ceguera definitiva, la única certeza es que ocurrirá pronto. Mientras se prepara para enfrentar un futuro inquietante, Bruno intenta lidiar con preocupaciones típicas de un chico de su edad: charla y baila con su hermano menor, juega al fútbol, asiste a fiestas y fortalece una amistad ligeramente romántica con una compañera de clase. 

## Elenco
- Bruno Jefferson
- Angela Maria
- Ronnaldy Gomes
- Terena França
- Wilma Macêdo